# Bœuf Moka
Pour les articles homonymes, voir Moka.
Le bœuf Moka est une race bovine française que l'on rencontre à La Réunion. Rustique, elle était autrefois particulièrement utilisée pour des travaux de trait.

## Historique
Le bœuf Moka est le résultat génétique d'une introduction à l'île Bourbon au XVIIe siècle de bovins de Madagascar, d'Asie et d'Europe et au XVIIIe siècle de bovins originaires du Yémen avec le développement de la culture du café sur l'île,. Au XIXe siècle et au début du XXe siècle, il est utilisé dans l'industrie sucrière locale comme bête de trait ou de pressage du jus de canne. C'est le fameux « bœuf-charrette » que l'on retrouve représenté dans les visuels d'une marque contemporaine de rhum local, le rhum Charrette.
A la fin du XIXe siècle, La Plaine-des-Palmistes se spécialise dans la production de fromage et la Plaine des Grègues dans le beurre.
Appelé « bœuf fumier », « bœuf tirelire », souvent seul mode de transport dans les Hauts de l'île, il est constitutif de l'histoire de La Réunion. On lui doit des noms de lieux de haute altitude comme le Nez de Bœuf ou le col des Bœufs.
Délaissé dans les années 1980 au profit des limousines ou des blondes d'Aquitaine, pourtant moins bien adaptées au climat local, il est cantonné aux zones sèches de l'Ouest, par exemple la savane de Saint-Paul. Là, il connaît un regain d'intérêt patrimonial grâce à un travail de reconnaissance mené par l'Association pour la Protection du Patrimoine et de l'Écologie de La Réunion (APPER). Le bœuf Moka a obtenu en 2016 par arrêté ministériel le code race 80, le statut de race locale, menacée d'être perdue pour l'agriculture. En 2017, lors du Salon international de l'agriculture, il reçoit le 2e prix national de la Fondation du patrimoine pour l'agrobiodiversité animale.

## Morphologie
Le bœuf Moka porte une bosse sur le garrot l'apparentant au zébu, moins visible cependant chez les femelles. Sa robe est généralement fauve, mais peut aller aussi du blanc au noir. Elle peut être uniforme ou tachetée. Les cornes sont en quart de lune.
C'est une race de taille moyenne, rustique, de montagne.